# 샤를로트 랑바크
샤를로트 랑바크(프랑스어: Charlotte Lembach, 1988년 4월 1일~)는 프랑스의 펜싱 선수로 주 종목은 사브르이다. 2020년 하계 올림픽 여자 사브르 단체전 은메달을 획득했으며 세계 선수권 대회에서 금메달 1개, 은메달 2개, 동메달 1개를 획득했다.